# 吉安寨遺址
吉安寨遺址位於四川省遂寧市大英縣，文物遺址年代判定為明代。2007年6月1日公佈為四川省第七批文物保護單位。